# Čovjek od Čelika
Čovjek od čelika (eng. Man of Steel) je američki film iz 2013. godine temeljen na liku iz stripa izdavačke kuće DC Comics Supermanu kojeg su koproducirale kompanije Legendary Pictures i Syncopy Films, a kojeg je u svjetskim kinima distribuirala kompanija Warner Bros. To je ujedno i prvi film u seriji filmova o superjunacima koji se originalno pojavljuju u stripovima izdavačke kuće DC Comics, a čije će se priče međusobno ispreplitati. Film je režirao Zack Snyder, napisao David S. Goyer, a glavne uloge u njemu su ostvarili Henry Cavill, Amy Adams, Michael Shannon, Kevin Costner, Diane Lane, Laurence Fishburne i Russell Crowe. Film Čovjek od čelika označio je ponovno pokretanje filmske serije o superjunaku Supermanu i njegovom postanku. 
Razvoj filma započeo je 2008. godine kada je kompanija Warner Bros. organizirala niz sastanaka s autorima stripova, scenaristima i redateljima u želji da ponovno pokrene franšizu. Godine 2009. sudskom presudom odlučeno je da je obitelj Jerryja Siegela ponovno dobila autorska prava na Supermanovu priču. Odluka se također odnosila i na to da kompanija Warner Bros. ne duguje njegovoj obitelji nikakve financijske honorare za prethodne filmove, ali ako produkcija na novom filmu o Supermanu ne započne do 2011. godine, tada će Shuster i Siegel imati pravo tužiti kompaniju za izgubljeni novac zbog neproduciranog filma. Redatelj Christopher Nolan dao je Davidu S. Goyeru ideju za priču filma nakon njihovog rada na filmu Vitez tame: Povratak, a Zack Snyder je u listopadu 2010. godine dobio posao redatelja filma. Snimanje filma započelo je u kolovozu 2011. godine u zapadnom Chicagu (država Illinois) prije nego što se filmska ekipa preselila u Vancouver i Plano (Illinois) gdje se snimio ostatak filma. 
Svoju svjetsku premijeru na koju su došli svi glavni glumci filma Čovjek od čelika je imao u New Yorku dana 10. lipnja 2013. godine. U službenu kino distribuciju film je krenuo dan kasnije u 2D, 3D i IMAX formatima. Film Čovjek od čelika postao je velika box-office uspješnica s ukupnom svjetskom zaradom od 668 045 518 dolara na kino blagajnama uz uglavnom pozitivne kritike filmske struke. Neki su kritičari hvalili filmsku naraciju, glumu, scene bitaka, specijalne efekte i ponovni povratak glavnog lika, dok su drugi kritizirali njegov ritam i nedostatak karakterizacije likova. Službeni nastavak filma, Batman v Superman: Zora pravednika u svjetsku je kino distribuciju krenuo u ožujku 2016. godine. 

## Radnja
Planetu Kryptonu prijeti skorašnje uništenje zbog njegove nestabilne jezgre kao rezultat iscrpnog trošenja prirodnih resursa. Vijeće koje upravlja planetom upravo su smijenili vojni zapovjednik General Zod i njegovi sljedbenici tijekom državnog udara. Znajući da je upotreba kontrolirane umjetne populacije uništila njihovu civilizaciju, znanstvenik Jor-El i njegova supruga Lara u svemirskoj letjelici usmjerenoj prema planeti Zemlji lansiraju svoju novorođenu bebu imena Kal-El - prvo rođeno dijete prirodnim putem na Kryptonu nakon nekoliko stoljeća - pritom ulijevajući u njegove stanice genetski kodeks cijele rase Kryptonovaca. Nakon što Zod ubije Jor-Ela, njega i njegove sljedbenike vijeće uhićuje i progna u zonu Phantom. Međutim, oni bivaju indirektno oslobođeni nakon što Krypton uništi prirodna eksplozija. 
Svemirska letjelica koja prenosi Kal-Ela slijeće u mali gradić u državi Kansas - Smallville. Tamo ga Jonathan i Martha Kent odgajaju i daju mu ime Clark. Zbog svoje Kryptonovske fiziologije Clark posjeduje nadljudske sposobnosti na Zemlji što ga kao dijete iznimno zbunjuje. Unatoč njegovoj izolaciji od zajednice, on u konačnici započne primjenjivati svoje moći kako bi pomogao ljudima u nevolji. Nakon što Clarku kao tinejdžeru Jonathan otkrije da je zapravo izvanzemaljac on izražava svoju zabrinutost da će ga društvo odbaciti i unaprijed upozorava da ne smije svoje moći koristiti u javnosti. Nekoliko godina kasnije, Jonathan pogiba tijekom tornado oluje, jer ne dopušta Clarku da upotrijebi svoje moći kako bi ga spasio. Nakon njegove smrti, Clark - sada kao odrasli mladić - provodi nekoliko godina putujući svijetom, sudjelujući u najrazličitijim poslovima pod različitim identitetima, anonimno radeći dobra djela i boreći se gubitkom voljenog očuha. 
U konačnici se Clark infiltrira u američku vojnu istragu Kryptonovske letjelice koja je pronađena u ledu kanadskog Arktika. Kada Clark uđe u svemrski brod, upotrebljava u njemu "kontrolni ključ" iz broda koji ga je doveo na Zemlju, a što mu omogućuje komunikaciju sa sačuvanom podsvjesti Jora-Ela kao holograma. Jor-El otkriva Clarku njegovo podrijetlo, izumiranje njegove rase i također mu govori da ga je poslao na Zemlju kako bi ljudskom rodu donio nadu u bolju budućnost. Za to vrijeme, Lois Lane - novinarka časopisa Daily Planet koja je poslana kako bi napisala priču o otkriću broda - kriomice ulazi u brod slijedeći Clarka koji ju spašava od napada brodskog sigurnosnog sustava. Njezin urednik Perry White odbija objaviti priču o njezinom spasitelju koji posjeduje "nadljudske moći" pa se ona, u namjeri da napiše veliku priču o Clarku, baca u potragu za njegovim podrijetlom koja ju odvodi sve do Kansasa. Nakon što čuje njegovu cijelu životnu priču, Lois odlučuje ne izdati njegovu tajnu. 
U međuvremenu Zod i njegovi sljedbenici pretražuju ostale planete koje je u davnini kolonizirala rasa Kryptonovaca, ali otkrivaju da nitko nije preživio nakon što ih je Krypton napustio. Zod i ostali uskoro nailaze na signal za opasnost koji dolazi iz broda kojeg je Clark otkrio na Zemlji. Zod dolazi na Zemlju i zaprijeti ljudskoj rasi da mu preda Kal-Ela (za koga vjeruje da ima u svom posjedu kodeks) ili će uništiti kompletnu planetu. Clark prihvaća pa vojska njega i Lois preda Zodovoj desnoj ruci Faori. Zod im otkriva da namjerava iskoristiti stroj koji ima u svom posjedu, a koji će transformirati Zemlju u novi Krypton te također iskoristiti kodeks kojim će ponovno nastaniti planet s genetski modificiranim Kryptonovcima u procesu ubijajući domorodačku populaciju planeta. Clark i Lois uspijevaju pobjeći iz Zodovog broda uz pomoć Jora-Ela, a kasnije u bitki na Zemlji Clark uspijeva poraziti Faoru i još jednog Kryptonca te uvjeriti američku vojsku da im je on saveznik, a ne neprijatelj. Za to vrijeme, bijesni Zod lansira svoj stroj i započinje proces transformacije, povećavajući Zemljinu masu i atmosferu.
Clark, kojeg ljudi sada zovu "Superman" u bitci koja slijedi uspijeva uništiti stroj dok vojska u isto vrijeme koristi svemirsku letjelicu koja ga je dovela na planetu za zračni napad na Zodov brod koji se nalazi iznad Metropolisa te pošalju Zodove snage natrag u zonu Phantom. Zod je jedini koji ostaje te se on i Superman nađu u destruktivnoj bitci kroz cijeli Metropolis. U trenutku kada Zod pokuša ubiti civile kao osvetu za svoj poraz, Superman je prisiljen ubiti ga. Nešto poslije, Superman upozorava vladu da će, ako žele njegovu pomoć, to morati biti pod njegovim uvjetima. Kako bi kreirao lažni identitet koji će mu dati pristup opasnim situacijama bez podizanja sumnje, Clark pristaje na posao novinara u Daily Planetu. 

## Glumačka postava
- Henry Cavill kao Clark Kent / Kal-El:

Pripadnik rase s planeta Krypton čiji su ga roditelji poslali na Zemlju kao novorođenče kako bi izbjegao uništenje svog rodnog planeta. Odrastao je u gradiću Smallvilleu (država Kansas), a odgajali su ga ratari Martha i Jonathan Kent. Odgojen pod moralnom palicom svojih posvojitelja i inspiriran hologramskom porukom svog pokojnog oca, on postaje najveći zaštitnik planete Zemlje. Superman u filmu ima 33 godine života u trenutku kada je otkriven. Cavill je prvi britanski i neamerički glumac koji je utjelovio lik Supermana. Ranije je glumac već dobio ulogu u filmu Superman: Flyby koji nikad nije snimljen, a također je bio jedan od glavnih kandidata za ulogu u filmu Povratak Supermana iz 2006. godine koju je u konačnici izgubio od Brandona Routha. Cavill je izjavio: "Postoji uistinu prava priča iza lika Supermana". Objasnio je da je svima cilj bio istražiti teškoće s kojima se njegov lik suočava kao rezultat nekoliko identiteta koje ima - uključujući i njegovo rodno ime, Kal-El kao i njegov alter ego Clark Kent. Cavill je također izjavio da je "lik sam i ne postoji nitko tko mu je sličan", referirajući se na Supermanovu ranjivost. "Taj osjećaj mora biti zastrašujuć - osjećaj kada ne znaš tko si i što si te kada pokušavaš otkriti što za tebe ima smisla. Odakle da kreneš? Iz čega da se informiraš? Gdje staviš granicu moći koju posjeduješ? Samo po sebi, to je nevjerojatna slabost". U intervjuu kojeg je dao za magazin Total Film, Cavill je rekao da je dnevno konzumirao gotovo pet tisuća kalorija, trenirao preko dva sata i pio proteinske napitke kako bi dobio na mišićnoj masi. Joe Manganiello je za ovaj film bio razmatran za ulogu, ali nije se mogao pojaviti na audiciji zbog obveza na seriji Okus krvi. Dylan Sprayberry je dobio ulogu 13-godišnjeg Clarka Kenta, dok je 11-godišnji Cooper Timberline dobio ulogu Clarka Kenta u dobi od 9 godina.
- Amy Adams kao Lois Lane:[17][18][19]

Novinarka magazina Daily Planet i ljubavni interes Clarka Kenta. Adams je izabrana s liste glumica koja je uključivala Oliviju Wilde i Milu Kunis. "Potraga za glumicom koja će utjeloviti lik Lois bila je velika", izjavio je redatelj Snyder. "Za nas je to bila velika stvar i očigledno vrlo važna uloga. Radili smo mnogo audicija, ali nakon sastanka kojeg smo odradili s Amy Adams osjetio sam da je ona savršena za ulogu". Adams se na audiciji za ulogu pojavila tri puta: prvi put za nikad produciran film Superman: Flyby te drugi puta za film Povratak Supermana prije nego što je dobila ulogu u ovom filmu. Adams je potvrđena u ožujku 2011. godine kao nova Lois Lane. Tijekom objave uloge, Snyder je izjavio: "Uzbuđeni smo zbog Amy Adams, jedne od najsvestranijih i najrespektabilnijih glumica današnjice. Amy ima talent za obuhvatiti sve kvalitete koje volimo u liku Lois: inteligenciju, žilavost, humorističnost, toplinu, ambiciju i, naravno, ljepotu." Na upit o liku Lois Lane, Adams je izjavila da će Lois biti prikazana kao "samostalna, živahna žena... ali postavljena u svijet s kojim se može poistovjetiti". Adams je također izjavila da je Lois "postala slobodna novinarka, netko tko voli stvari imati pod kontrolom. Mediji su se jako promijenili. Postoji puno više pritiska."
- Michael Shannon kao General Zod:[26]

Vojni general s planeta Krypton i megalomanijak koji posjeduje iste supermoći kao i Superman. Glumac Viggo Mortensen bio je ozbiljno razmatran za ulogu. Redatelj Snyder je izjavio: "Zod nije samo jedan od Supermanovih najžešćih neprijatelja, već i jedan od najznačajnijih zbog svog znanja o Supermanu kojeg ostali nemaju. Michael je snažan glumac koji istovremeno može prikazati inteligenciju i opasnost lika što ga čini savršenim za ovu ulogu". Kada su Goyera upitali zbog čega je Zod izabran za negativca u filmu, on je izjavio: "Način na koji smo Christopher Nolan i ja pristupali filmovima nikada nije bio tipa 'Hej, koji negativac bi bio cool za ovaj film?' Uvijek počinješ s pričom. Kakva će biti priča? Kakvu temu želiš ispričati? Prvo smo radili na tome. Nakon toga negativac postane očit sam po sebi. Kada pogledate film shvatit ćete da je jedini negativac kojeg smo mogli staviti u njega Zod. Kada pogledate cijelu priču, ništa drugo ne bi imalo smisla". Shannon je također komentirao svoj portret lika u odnosu na Terencea Stampa koji je također glumio Zoda u prijašnjim filmovima: "Slijediti Terencea Stampa u njegovoj ikonskoj performansi u originalnom filmu je poprilično obeshrabrujuće, ali fokusirao sam se na ulogu dan za danom. Zanimljivo je da smo prije nego smo započeli sa snimanjem jako puno trenirali što mi je dosta pomoglo da se opustim. Radi se o fizički zahtjevnom filmu. To je dobar način da pronađeš način kako se "ufurati" u lik kao glumac."
- Kevin Costner i Diane Lane kao Jonathan i Martha Kent:

Supermanovi posvojitelji. Snyder je objasnio da je ulogu ovom paru dao zbog realizma: "Mislim da je stvar koju ćete shvatiti u vezi naše odluke da damo uloge Diane i Kevinu u tome što ćete dobiti osjećaj kako smo ozbiljan film željeli napraviti, jer su njih dvoje ozbiljni glumci. Bez obzira da li je situacija u filmu akcijska sekvenca ili dramska, naš prvi prioritet je bio napraviti ga što realističnijim." Lane je bila prva glumica koja je dobila ulogu u filmu nakon Cavilla. "Za mene je ovo bila vrlo važna uloga zbog toga što je Martha Kent žena čije vrijednosti pomažu oformiti čovjeka kojeg ćemo znati kao Superman", redatelj Snyder je izjavio u objavi za javnost. "Uzbuđeni smo što imamo Diane u toj ulozi zbog toga što ona može ponuditi mudrost žene čiji sin ima mogućnosti koje nadilaze njezinu maštu".
- Laurence Fishburne kao Perry White:

Glavni urednik Daily Planeta i šef Lois Lane. Fishburn je prvi Afroamerikanac koji glumi Perryja Whitea u igranom filmu. Fishburne je izjavio da je njegov lik izradio prema Edu Bradleyju: "Moja inspiracija za lik bio je pokojni Ed Bradley koji je dugo godina bio dopisnik CBS-a za emisiju 60 Minutes. Legendarni Ed Bradley bio mi je prijatelj, mentor i uzor pogotovo zbog toga što je radio u novinarstvu i bio je jedan od onih tipova koji hodaju s kraljevima, ali je svejedno bio čvrsto na zemlji. Zbog toga je bio moja inspiracija za lik Perryja."
- Russell Crowe kao Jor-El:

Biološki otac Supermana. Sean Penn i Clive Owen su također bili razmatrani za ovu ulogu. Crowe je izjavio da ga je vlastito očinstvo inspiriralo tijekom glume Jora-Ela: "...to je bila jedna od onih stvari s kojima sam se povezao. To je pitanje pred kojim se Jor-El nalazi, to je situacija u kojoj se nalazi." Crowe je također komentirao svoju pripremu za film: "Kada sam pristao glumiti taj lik nisam znao da ću morati nositi spandex odijelo - jer svi znaju da je to Supermanov kostim zapravo - nisam znao da ću i ja morati u njega uskočiti. Ali također nisam znao kakav je tip organizatora Zack Snyder, jer smo se pripremali zbilja na stari način. Kao da smo se pripremali za film Davida Leana i zbog toga sam ga zbilja zavolio. Bio sam u filmu tri i pol do četiri mjeseca prije nego što sam uopće stao pred kameru."
- Antje Traue kao Faora:

Zodova podanica i zapovjednica Kryptonske vojske koja je u potpunosti odana i lojalna Generalu Zodu. Njezine metode su nemilosrdne, hladne i brutalne, a njezina vojna obuka i vještine čine ju izrazito opasnim protivnikom Supermanu. Faora je stručnjak za bitke i borbu prsa o prsa.
- Ayelet Zurer kao Lara Lor-Van:

Biološka majka Supermana i odana supruga Jora-Ela. Julia Ormond je u početku bila najavljena da će glumiti ovaj lik, ali je otpala. Connie Nielsen se također nalazila u pregovorima za ulogu prije nego što je Zurer dobila istu.

## Produkcija

### Razvoj projekta
"Doslovno mi je rekao sljedeće: 'Imam ideju o tome kako nanovo pristupiti priči o Supermanu' i odmah sam je shvatio, zavolio i pomislio: Ovo je način kako pristupiti priči koju nisam ranije mogao vidjeti, a koja cijeli projekt čini uzbudljivim. Želio sam da Emma Thomas i ja odmah budemo involvirani u proces i kontaktirao sam studio te smo svi zajedno pokrenuli projekt na uzbudljiv način."

U lipnju 2008. godine kompanija Warner Bros. održala je sastanke s autorima stripova, scenaristima i redateljima koji su im prezentirali svoje ideje o tome kako uspješno ponovno pokrenuti filmski serijal o Supermanu. Autori stripova kao što su Grant Morrison, Mark Waid, Geoff Johns i Brad Meltzer bili su neki od onih koji su predlagali ideje za pokretanje franšize. Morrison je izjavio: "Rekao sam im da situacija nije tako loša. Samo se prema filmu Povratak Supermana moraju odnositi kao prema filmu Hulk redatelja Anga Leeja." "Film Nevjerojatni Hulk dokazao je da će ti publika oprostiti i dopustiti da kreneš s franšizom", izjavio je Waid. Morrisonova ideja bila je slična njegovom radu na strip seriji All-Star Superman dok je Waidova bila više sličnija strip seriji Superman: Brithright. Mark Millar je skupa s redateljem Matthewom Vaughnom također planirao epsku osmosatnu Superman trilogiju tijekom koje će svake godine biti prikazan jedan nastavak - slično kao što je bilo s trilogijom Gospodar prstenova. Millar je svoju ideju usporedio s trilogijom Kum u kojoj bi prikazao cijeli Supermanov život - od njegovih ranih dana na Kriptonu pa sve do posljednjih dana kada Superman gubi svoje moći zbog Sunca koje doživljava supernovu.
U kolovozu 2008. godine kompanija Warner Bros. predložila je ponovno pokretanje filmskog serijala. Izvršni direktor studija Jeff Robinov planirao je da će film krenuti u kino distribuciju 2010. ili 2011. godine uz objašnjenje: "Povratak Supermana nije baš najbolje funkcionirao kao film kakav smo htjeli. Nije postavio glavnog lika na način na koji je to trebalo. Da je Superman upalio 2006. godine snimili bismo njegov nastavak već do Božića ove godine ili 2009. Sada je plan da ponovno predstavimo Supermana bez obzira na prijašnje filmove". Paul Levitz je u intervjuu izjavio da Batman drži ključ ponovnog pokretanja Supermanove franšize. Objasnio je: "Svi čekamo Nolana da potpiše ugovor za još jednog Batmana i kada se to dogodi odredit ćemo datum početka kino distribucije za Supermana i sve ostale projekte koji će uslijediti". U veljači 2009. redatelj McG (koji je ranije bio odabran za režiju nikad produciranog filma Superman: Flyby) izrazio je svoj interes za povratak u Supermanovu franšizu. U kolovozu iste godine odlukom suda obitelj Jerryja Siegela (jednog od originalnih tvoraca lika Supermana) ponovno je dobila 50% autorskih prava na Supermanovo podrijetlo te Siegelov udio u Action Comicsu. Uz to, sudac je odlučio da kompanija Warner Bros. obitelji ne duguje nikakve financijske honorare za prethodne filmove. Međutim, ako do 2011. godine ne započnu s produkcijom na novom filmu o Supermanu, obitelj Siegel imat će ih pravo tužiti za izgubljeni prihod od neproduciranog filma.
Radnja filma Čovjek od čelika ispričana je nelinearno, a neki dijelovi su postavljeni kao flashbackovi. Tijekom razgovora o priči filma Vitez tame: Povratak 2010. godine, David S. Goyer je rekao Christopheru Nolanu svoju ideju o tome kako postaviti Supermana u moderni kontekst. Nolan je bio impresioniran Goyerovim konceptom pa je predložio ideju studiju Warner Bros. koji je odmah potom unajmio Nolana kao producenta, a Goyera kao scenarista projeka nakon financijskog i kritičarskog uspjeha Viteza tame. Nolan je hvalio rad redatelja Bryana Singera na filmu Povratak Supermana zbog njegove povezanosti s verzijom filma Richarda Donnera uz opasku: "Mnogo je ljudi pristupilo Supermanu na mnogo različitih načina." Također je naglasio ideju da je lik Batmana postavljen u svijet u kojem je on jedini superjunak, a sličan pristup priči filma Čovjek od čelika osigurat će njezin integritet koji joj je potreban. "Svaki ima internu logiku priče. Ti filmovi nemaju ništa zajedničko". Nolan je, međutim, pojasnio da novi film neće imati nikakve veze s prijašnjim filmovima iz serijala.
Jeff Robinov, predsjednik uprave Warner Bros. Pictures u intervjuu za Entertainment Weekly je izjavio: "Ovo je film koji će utrti put za filmove koji će biti snimljeni u budućnosti. Ovaj film definitivno je prvi korak nove faze filmskog stvaralaštva." Planovi za film uključivali su reference na ostale superjunake čime bi se otvorila mogućnost proširenja svijeta DC-a te postavili temelji za buduće filmove u kojima će se superjunaci pojaviti u istim filmovima. Guillermo Del Toro s kojim je Goyer radio na filmu Blade 2 odbio je režirati film Čovjek od čelika zbog svojih obveza na filmskoj adaptaciji At the Mountains of Madness. Režija filma također je ponuđena Robertu Zemeckisu, Benu Afflecku, Darrenu Aronofskom, Duncanu Jonesu, Jonathanu Liebesmanu, Mattu Reevesu i Tonyju Scottu prije nego što je Zack Snyder dobio posao u listopadu 2010. godine. U studenom iste godine započele su dodjele uloga. Zack Snyder je potvrdio da će film sadržavati reference na Boostera Golda i Batmana. Nakon što Zod uništi satelit u filmu Čovjek od čelika na njemu je vidljiv logo "Wayne Enterprises".

### Snimanje filma
Snimanje filma za počelo je 1. kolovoza 2011. godine u industrijskom parku u bilzini aerodroma DuPage pod kodnim imenom Autumn Frost. Redatelj Zack Snyder nije želio film snimati 3D tehnologijom zbog ograničenja formata pa je odlučio film snimiti dvodimenzionalno i u fazi postprodukcije ga pretvoriti u 3D za tražene formate 2D, 3D i IMAX 3D. Snyder je također odlučio film snimiti na filmskoj vrpci umjesto digitalno zbog toga što je osjećao da će film biti "veliko iskustvo". Snimanje filma trajalo je dva do tri mjeseca. U razdoblju od 22. do 29. kolovoza film se snimao u gradu Plano u državi Illinois. U jednom intervjuu glumac Michael Shannon je izjavio da će se film snimati do veljače 2012. godine.
Film Čovjek od čelika sniman je u okolici Chicaga, Kalifornije i u studijima Burnaby's Mammoth koji su transformirani u Supermanov rodni planet Kripton te izvanzemaljsku svemirsku letjelicu. Na sjevernoj obali Vancouvera snimala se dramatična sekvenca s naftnom platformom tijekom koje se publika prvi puta upoznaje s novim Supermanom. U Uclueletu i Nanaimu u britanskoj Columbiji snimalo se ono što je prikazano u prvih pola sata filma. U razdoblju od 7. do 17. rujna film se snimao u Chicago Loopu. Produkcija u Vancouveru trajala je od 21. rujna 2011. do 20. siječnja 2012. godine. Ekipa koja je snimala u Chicagu uglavnom je snimala scene za koje nisu bili potrebni glumci.

### Kostim
U filmu Čovjek od čelika glavni lik Superman nosi novo dizajnirani kostim kojeg su kreirali Jim Acheson i Michael Wilkinson. Kostim je i dalje istih boja i sadržava slovo "S", ali je mračnijih tonova i nema crvenih gaća koje Superman obično nosi. Zack Snyder rekao je da kostim predstavlja "modernu estetiku". On i producenti pokušali su napraviti odijelo koje će sadržavati i crvene gaće, ali nisu uspjeli dizajnirati onakav kakav bi se uklopio u tonalitet filma pa su gaće potpuno izbacili iz filma. Zbog Wilkinsonove spriječenosti, Snyder je izabrao Achesona da dizajnira kostim; međutim, on ga je tek započeo razvijati kada se Wilkinson vratio i završio dizajn te su skupa dizajnirali kostime ostalih likova. Kriptonski oklop generala Zoda je bio umetnut putem specijalnih efekata kako bi se Shannonu omogućilo "slobodno kretanje". U ožujku 2014. godine u intervjuu koji je dao za Esquire Wilkinson je objasnio razlog novog dizajniranog Supermanovog odijela: 

"Mnogo smo napora u samom filmu uložili kako bi objasnili zašto Supermanovo odijelo izgleda tako kako izgleda. Nismo željeli da to bude nasumična, obična odluka. Film započinjemo na planetu Kripton i već tu vidimo da svi likovi na tom planetu nose isto odijelo koje ima identične detalje kakve ima Supermanovo odijelo. Svatko na svom odijelu nosi grb svoje obitelji na prsima. Do trenutka kada vidimo Supermana u odijelu u filmu jasno nam je zašto je njegovo odijelo takvo kakvo jest."

### Glazba iz filma
Hans Zimmer je prvotno osporavao glasine da će on biti glavni skladatelj glazbe iz filma Čovjek od čelika. Međutim, u lipnju 2012. godine potvrđeno je da će upravo on biti skladatelj iste. Kako bi se Čovjek od čelika u potpunosti odvojio od prethodnih filmova o Supermanu, ikonkska glazba Johna Williamsa nije upotrebljena. Dana 11. lipnja 2013. godine u prodaju je pušten službeni soundtrack filma. Neslužbena skladba "An Ideal of Hope" koja je uporebljena u trećoj kino najavi filma objavljena je 19. travnja 2013. godine, a na službenom soundtracku se radi o skladbi "What Are You Going to Do When You Are Not Saving the World?". U drugoj polovici travnja 2013. godine izdano je dvostruko deluxe izdanje soundtracka.

## Marketing
Kompanija Warner Bros. i izdavačka kuća DC Comics dobile su prava na domenu manofsteel.com koju su koristile kao službenu internetsku stranicu filma. Dana 20. studenog 2012. kada je na DVD-u i Blu-rayu izdan film Vitez tame: Povratak, kompanija Warner Bros. je započela odbrojavanje za filmsku stranicu na internetu koju su obožavatelji mogli dijeliti na svojim Facebook i Twitter profilima kako bi otključali "ekskluzivnu nagradu". Dana 3. prosinca 2012. ta "ekskluzivna nagrada" bila je službeni teaser plakat filma Čovjek od čelika. Plakat na kojem se nalazio Superman u lisicama dobio je pozitivne komentare, a tada su službeno i započele spekulacije o priči filma. Dana 10. prosinca iste godine pojavila se stranica na dsrwproject.com s audio signalima koje će posjetitelji morati dekodirati. Otkriveno je da je stranica povezana s filmom. Sljedećeg dana dekodirana poruka odvela je posjetitelje na drugu web stranicu s odbrojavanjem do prve službene kino najave filma. U iščekivanju početka službene kino distribucije filma, tvrtka Mattel je započela proizvodnju igračaka s akcijskim figuricama Movie Masters. Uz to, kompanija Lego je izdala tri izdanja igračaka Čovjeka od čelika inspiriranih scenama iz filma dok je tvrtka Rubie's Costume također pustila u prodaju novu liniju kostima inspiriranih filmom za djecu i odrasle. Navodno je film zaradio dodatnih 160 milijuna dolara od povezanosti promocije s prodajom.
Viralne marketinške kampanje za film započele su kada je službena web stranica zamijenjena "radio valovima iz dubokog svemira". Poruka koja je dešifrirana otkrila je glas koji govori You Are Not Alone (u slobodnom prijevodu: Niste sami). Na službenoj stranici nastavljeno je postavljanje dodataka koji su polako otkrivali simbol glavnog filmskog negativca - Generala Zoda. Nedugo potom stranica je zamijenjena s njegovom "porukom" u kojoj je tražio da Zemlja preda Kal-Ela i u kojoj je Kal-Elu rečeno da se preda u roku od 24 sata inače će svijet trpiti posljedice. Na viralnoj stranici "IWillFindHim.com" nalazilo se odbrojavanje do treće verzije kino najave za film.
Kompanija Warner Bros. angažirala je marketinšku tvrtku Grace Hill Media čija su ciljna skupina Katolici kako bi joj pomogla proširiti kršćanske teme filma na religijsku demografsku skupinu budućih potencijalnih kino gledatelja. U tu svrhu kreirane su posebne kino najave s religijskim kontekstom. Filmski studiji iz Hollywooda često reklamiraju filmove određenim religijskim ili kulturološkim skupinama. Neki filmovi kompanije Warner Bros. koji su bili reklamirani na taj način su Priča o prvaku, Zima za dvoje, Knjiga iskupljenja i serijal o Harryju Potteru. Warner Bros. je također upitala profesora Craiga Detweilera sa sveučilišta Pepperdine da "napiše propovijed za pastore sa Supermanom kao njezinim podtekstom naziva Jesus: The Oriringal Superhero". Paul Asay je za Washington Post napisao da "religijske teme u filmu postoje: slobodna volja. Žrtva. Bogom dana svrha. Čovjek od željeza nije samo film. To je studija Biblije s plaštom. Poruke su toliko snažne da oni koji ga reklamiraju nimalo suptilno film usmjeravaju prema kršćanskoj publici."

## Teme
Mnogi kritičari istaknuli su da je film Čovjek od čelika religijska alegorija, pogotovo stoga što je kompanija Warner Bros. pokrenula internetsku stranicu www.manofsteelresources.com koja, između ostalog, sadržava "pamflet na devet stranica naziva Jesus - Original Superhero" (u slobodnom prijevodu: "Isus - originalni superheroj). Justin Craig usporedio je Kal-Elovu borbu s pasijom Isusa Krista, uz opasku da je "Kal-El više nego voljan žrtvovati samoga sebe kako bi spasio ljude na Zemlji. Iako u početku ne želi svijetu otkriti svoj identitet i moći, Superman u konačnici odlučuje predati se Zodu kako bi spasio čovječanstvo od uništenja". Craig je također istaknuo da postoji alegorija na Sveto trojstvo unutar Čovjeka od čelika: "Jor-El se vraća Kal-Elu na Zemlju kao duh, vodeći svog superherojskog sina na njegovom putovanju do spasenja. Prije nego što Jor-El uopće pošalje svog sina prema Zemlji u stilu Mojsija, on kaže svojoj supruzi da će, poput Isusa, "on njima biti poput Boga". Paul Asay iz Washington Posta napisao je da "Superman lebdi u svemiru s raširenim rukama kao da je pribijen na nevidljivi križ" - činjenica koju je i Craig također spomenuo u svojoj procjeni filma. Uz sve to, glavni protagonist filma ima 33 godine i traži "savjete u crkvi".

## Distribucija
Film Čovjek od čelika svoju je svjetsku premijeru imao 10. lipnja 2013. godine u Lincoln centru u New Yorku na koju su došli svi članovi glavne glumačke postave. Dan kasnije film je krenuo u službenu kino distribuciju u 2D, 3D i IMAX formatima.

### Kritike
Film Čovjek od čelika dobio je dijelom pomiješane, a dijelom pozitivne kritike filmske struke. Na popularnoj internetskoj stranici Rotten Tomatoes film ima 56% pozitivnih ocjena temeljenih na 288 zaprimljenih kritika uz prosječnu ocjenu 6.2/10 i ukupni komentar: "Film Čovjek od čelika donosi nam uzbudljivu akciju i spektakl koji nadilaze smjer generičkog blockbustera". Na drugoj internetskoj stranici koja se bavi prikupljanjem filmske kritike, Metacritic film ima prosječnu ocjenu 55/100 temeljenu na 47 zaprimljenih kritika. Ankete provedene u Sjevernoj Americi pokazuju da je publika filmu dala prosječnu ocjenu "-A" (na ljestvici od "A+ do F") od kojih su oni mlađi od 18 godina i stariji od 50 godina dali prosječnu ocjenu "A".
Richard Roeper iz Chicago Sun-Timesa napisao je da Čovjek od čelika ne pronalazi originalno tlo kada su u pitanju filmovi o Supermanu, već da smo "umjesto toga bačeni natrag u većinom mlak film s nerazvijenim likovima i super-nabijenim scenama bitaka koje traju predugo i ne nude nam ništa novo u smislu kreativnosti specijalnih efekata". Ty Burr iz The Boston Globea napisao je: "Ono što nedostaje ovoj sagi o Supermanu je osjećaj lakoće, zabave". Ann Hornaday iz The Washington Posta napisala je da je s "Hans Zimmerovom nadutom, preproduciranom glazbom" film "nevjerojatno neugodno iskustvo za gledatelja". Lisa Kennedy je za The Denver Post napisala da glavni problem s Čovjekom od čelika leži u "ritmu i ravnoteži priče i režije".
Jim Vejvoda iz IGN-a dao je filmu Čovjek od čelika devet od deset zvjezdica i nahvalio akcijske sekvence te glumačke izvedbe Kevina Costnera, Russella Crowea i Michaela Shannona. Todd McCarthy iz The Hollywood Reportera napisao je da je ponovno pokretanje franšize bilo nepotrebno, ali da je film dovoljno samopouzdan te da je Synderova pažnja dovoljno detaljna da publika može filmu progledati kroz prste. Novinar J.C. Macek III. iz PopMattersa napisao je: "Put ovog filma s greškom nije baš onakav kakav smo očekivali i mnogi obožavatelji će ga zbog toga voljeti, ali će mnogi biti razočarani zbog različitosti koje ima od stripa. S druge strane, imajući na umu Lois Laneino znanje o dvojnoj prirodi Clarka i Supermana heroj kojeg vidimo u posljednjim trenucima filma Čovjeka od čelika upravo je onakav kakvim su ga Jerry Siegel i Joe Shuster kreirali... Uz još malo više nesavršenosti". Steve Persall iz Tampa Bay Timesa istaknuo je da je "Čovjek od čelika puno više od filmskog eskapizma; to je umjetnički uvod u film o superjunaku kojeg smo mislili da poznajemo". Richard Corliss iz magazina Time napisao je: "Film pronalazi istinske, uzvišene temelje i to ne u trenucima kada prikazuje Kal-Elove nevjerojatne supermoći, već kada dramatizira Clark Kentovu ljudskost. Supermoćni dio Čovjeka od čelika je samo OK, ali dio kada je on običan čovjek je super." U kritici na internetskoj stranici Rogera Eberta Matt Zoller Seitz dao je filmu tri od četiri zvjezdice nazvavši ga "zadivljujućim filmom" i hvaleći konflikt između Clarka i Zoda. Međutim, kritizirao je Clarkovu vezu s Lois zbog nedostatka kemije među glumcima.
Urednik internetske stranice Rotten Tomatoes Grae Drake je za Fox Business Channel izrazio svoje negodovanje negativnim kritikama uz opasku: "Koliko god volim i cijenim naše kritičare na Rotten Tomatoesu, moram reći da sam šokiran. Gledajte, film je daleko od savršenstva, ali... Ne mogu ga baš tako kuditi. Bio je to ipak dobar film, momci."

### Zarada u kinima
Film Čovjek od čelika u konačnici je u Sjevernoj Americi utržio 291 045 518 dolara dok je u ostalim zemljama zaradio dodatnih 367 954 000 dolara čime njegova ukupna zarada iznosi 667 999 518 dolara, a čime je taj film postao najgledaniji u kompletnoj filmskoj franšizi o Supermanu te drugi najgledaniji film svih vremena u SAD-u kada su u pitanju filmovi s ponovnim pokretanjem franšize (tzv. reboot) nakon Čudesnog Spider-Mana. U svom prvom vikendu prikazivanja film Čovjek od čelika zaradio je 116 600 000 dolara od kojih je 17 i pol milijuna otpalo samo na IMAX kina.

#### Sjeverna Amerika
Film Čovjek od čelika zaradio je 12 milijuna dolara tijekom pretpremijernih projekcija uz dodatnih 9 milijuna dolara od ponoćnih pretpremijera. To ga je postavilo na treće mjesto najgledanijih filmova s pretpremijernim projekcijama kompanije Warner Bros. te na prvo mjesto te iste liste kada se izbace filmski nastavci. Film je zaradio 44 milijuna dolara u petak (uključujući ponoćne pretpremijere) te 56,1 milijun dolara ako se uključe projekcije od četvrtka. Zarada od prvog dana prikazivanja bila je druga najveća za film koji nije nastavak te dvadeseta sveukupno. Zaradom od 116,6 milijuna dolara prvog vikenda prikazivanja film je postao treći najgledaniji 2013. godine, iza Iron Mana 3 (174,1 milijun dolara) i Igre gladi: Plamen (158,1 milijun) te treći najgledaniji među filmovima koji nisu nastavci, iza Marvelovih Osvetnika (207,4 milijuna) i Igara gladi (152,5 milijuna). Film Čovjek od čelika također je srušio rekord Priče o igračkama 3 (110,3 milijuna) kao najgledaniji film u prvom vikendu prikazivanja u mjesecu lipnju. Međutim, do drugog vikenda zarada filma Čovjek od čelika pala je za skoro 65% (odnosno 68% ako uključimo pretpremijerne projekcije od četvrtka) čime je pao na treće mjesto gledanosti - iza filmova Čudovišta sa sveučilišta i Svjetski rat Z. Internet stranica Box Office Mojo napisala je da se radi o "abnormalno velikom padu" vrlo bliskom padu kojeg je imao film Green Lantern.

#### Ostatak svijeta
U svom prvom vikendu prikazivanja u 24 zemlje film Čovjek od čelika zaradio je 73,3 milijuna dolara od čega 4,2 milijuna dolara otpada na IMAX kina čime je postavljen rekord u najboljim kino otvaranjima za IMAX film u mjesecu lipnju. Film je ostvario rekord na Filipinima sa zaradom od 1,66 milijuna dolara prvog dana prikazivanja. U Ujedinjenom Kraljevstvu, Irskoj i Malti film Čovjek od čelika zaradio je 5,6 milijuna dolara prvog dana prikazivanja, a 11,2 milijuna (odnosno sveukupno 17,47 milijuna) u prvom vikendu. Najbolje kino otvaranje van SAD-a ostvareno je u Kini s 25,9 milijuna dolara zarade u četiri dana (od četvrtka do nedjelje). U konačnici tri zemlje u kojima je film najviše zaradio poslije Sjeverne Amjerike su Kina (63,4 milijuna), Ujedinjeno Kraljevstvo, Irska i Malta (46,2 milijuna) te Australija (22,3 milijuna).

### Izdanja za kućno kino
Film Čovjek od čelika izdan je na dvostrukom DVD izdanju i Blu-rayu te u Blu-ray 3D combo pakiranju (pakiranje koje sadržava i DVD i Blu-ray izdanje) dana 12. studenog 2013. i 2. prosinca 2013. godine u Ujedinjenom Kraljevstvu. Do ožujka 2014. godine, prodano je 2,172,162 DVD izdanja filma te 2,930,279 Blu-ray izdanja filma Čovjeka od čelika čime zarada iznosi 38 344 613 dolara od DVD-a i 59 721 431 dolara od Blu-raya odnosno u konačnici 98 066 044 dolara.

## Nastavak
U lipnju 2013. godine najavljeno je da će se redatelj Zack Snyder i scenarist David S. Goyer vratiti za potrebe filmskog nastavka Čovjeka od čelika kojeg će distribuirati kompanija Warner Bros. Goyer je prethodno već potpisao ugovor za tri filma koja uključuju Čovjeka od čelika, njegov nastavak te film Liga pravde u kojem će jedan od likova biti Superman. Mjesec dana kasnije, tijekom Comic-Cona u San Diegu Snyder je potvrdio da će se u nastavku Čovjeka od čelika po prvi puta u istom filmu pojaviti Superman i Batman. Cavill, Adams, Lane i Fishburne će reprizirati svoje uloge. Snyder je također izjavio da će taj nastavak svoju inspiraciju crpiti iz stripa The Dark Knight Returns. U kolovozu 2013. godine objavljeno je da će Batmana u novom nastavku glumiti Ben Affleck, a u prosincu iste godine potvrđeno je da će lik Wonder Woman tumačiti glumica Gal Gadot. Kasnije istog mjeseca scenarist filma Argo, Chris Terrio, unajmljen je da prepravi Goyerov scenarij zbog njegove obveze na drugim projektima. U siječnju 2014. godine najavljeno je da se datum početka kino distribucije filma pomiče sa 17. srpnja 2015. godine na 6. svibnja 2016. godine, a u svibnju 2014. godine otkriven je i službeni naslov filma - Batman v Superman: Zora pravednika. Kasnije je datum početka kino distribucije ponovno pomaknut za 25. ožujka 2016. godine.

## Vanjske poveznice
- Čovjek od čelika u internetskoj bazi filmova IMDb-a
- Čovjek od čelika na Rotten Tomatoes
- Čovjek od čelika na Box Office Mojo